# Battlestar Galactica Online
Battlestar Galactica Online fue un juego de navegador en línea multijugador masivo (MMO) basado libremente en la serie de televisión de 2004 Battlestar Galactica. Lanzado en versión beta abierta el 8 de febrero de 2011, fue desarrollado por Bigpoint Games y Artplant utilizando el motor de juego Unity para el cliente del juego en el navegador. El servidor del juego fue escrito en Erlang. En menos de tres meses de su lanzamiento, el juego superó los dos millones de usuarios registrados.
Bigpoint anunció a principios de enero de 2019 que los servidores del juego se cerrarían a fin de mes y que el juego se cerraría de forma permanente en las primeras horas de la mañana del 1 de febrero de 2019.

## Jugabilidad
Battlestar Galactica Online era un juego de combate aéreo basado en el espacio ambientado en el universo de Battlestar Galactica, en el que el jugador asumía el papel de piloto. Un jugador podía seleccionar ser piloto colonial (humano) o cylon (cyborg) al registrarse, después de lo cual el jugador quedaba bloqueado en ese lado. Eran posibles inicios de sesión múltiples, lo que permitía a los jugadores crear múltiples pilotos de ambas facciones. El juego era un MMO basado en navegador, aunque tenía un límite superior en la cantidad de jugadores que podían estar en un sector a la vez. Las batallas podrían tener lugar entre cientos de pilotos a la vez.
Una vez registrado, el jugador completaba un tutorial en el juego, durante el cual se muestra la trama del juego. Después de completar el tutorial, el jugador aparece en su sector de origen. El juego comprendía varios sectores a los que se podía saltar y ambos bandos podían ganar el control de sectores individuales. Los jugadores también pueden luchar entre sí en el "espacio de batalla", un área pequeña separada de los sectores diseñada para enfrentamientos piloto contra piloto a pequeña escala.
Las naves se organizan en cuatro tipos principales: Interceptor, Asalto, Comando y Multifunción. Estos se subdividieron luego en tres clases: Asalto, Escoltas y Líneas. Una cuarta clase, Naves Capital, también existía y consistía en Cruceros, Battlestars y Basestars.
También había características de juego estacionarias como "puestos de avanzada" y "plataformas" a las que se podía apuntar, y también se podían crear naves mineras que el otro lado podía atacar. Los jugadores que lograban puntos podían ver sus puntajes a través de la tabla de clasificación y ' subir de nivel ', sin que el juego tuviera un final definido. Las naves tenían que comprarse y se desbloqueaban para comprarlos a medida que el jugador subía de nivel.
Los jugadores podían comprar naves y armas con la moneda virtual que compraban en Bigpoint o " grindeando "  llamada Cubits en el juego para acumular suficientes puntos y méritos para comprar y equipar sus naves.

## Continuidad tras el cierre
Tras el cierre oficial de Battlestar Galactica Online por parte de Bigpoint en 2019, la comunidad de jugadores, comprometida con mantener vivo el legado del juego, tomó la iniciativa de desarrollar y gestionar servidores privados. Estos servidores funcionan sin ánimo de lucro y buscan recrear la experiencia original del juego, al tiempo que abordan las críticas que este enfrentó durante su versión oficial.
Una de las diferencias clave en estos servidores es la eliminación del sistema de microtransacciones que permitía la compra de cubits, la moneda premium del juego. Esto marcó el fin del controvertido modelo de negocio pay-to-win, ampliamente criticado durante la versión original del juego. En su lugar, las recompensas dentro del juego se han ajustado para ofrecer una experiencia equilibrada y accesible para todos los jugadores.
Aunque estos servidores privados no cuentan con el respaldo oficial de Bigpoint, han sido fundamentales para preservar la comunidad de Battlestar Galactica Online y mantener activo un título que continúa siendo apreciado por sus mecánicas de combate espacial y su conexión con el universo de la serie homónima.